# Niuweidao
Il Niuweidao (牛尾刀S, niúwěidāoP, lett. "sciabola a coda di bue") fu una delle molte varianti della sciabola cinese (dao) sviluppatesi sotto la Dinastia Ming (1368-1644) e rimasta in uso sotto la Dinastia Qing (1644-1912). Era un'arma a lama pesante con una caratteristica punta svasata d'uso principalmente civile poiché le truppe imperiali non l'hanno mai rilasciata.